# 김은성 (만주보민회)
김은성(金殷盛 또는 金殷成, ? ~ ?)은 대한제국 시기에는 일진회 회원으로, 일제강점기에는 만주보민회 회원으로 만주 지역에서 활동했다.

## 생애
신상에 대해서는 알 수 없으나, 한일 병합 조약 체결 전인 1907년 무렵에 일진회의 간부로 간도 지역에 파견된 일이 있다.
3·1 운동 이후인 1920년 당시 일본 제국이 치안력이 닿지 않던 남만주 지역의 조선인 사회를 제어하기 위해 만주보민주식회사(滿洲保民株式會社)와 만주보민회를 차례로 창설했을 때 여기에 가담했다. 만주보민주식회사의 발기인을 거쳐, 만주보민회에서는 본부 총무와 랴오닝성 신빈 현의 싱징에 설치된 지부의 회장과 부회장을 맡았다.
1920년 5월에 지안에서 패왕조 독립단(覇王槽 獨立團)이라는 항일 무장 세력을 토벌하는 작전이 수행되었을 때 여기에 참가했다. 같은 해 여름에는 봉천독군 고문인 일본인이 주도하는 수색 작업에서 길 안내 역할을 맡아, 항일 인사 88명을 체포하고 그 중 한 명은 사살하는 공적을 세우는 데 도움을 주었다.
1921년 2월 3일 《신한민보》의 보도에 따르면, 만주보민회는 1920년 10월 31일에 왕청문에서 개천절이라는 명목으로 기독교 신자 및 교육자 등을 불러모은 뒤에 산 속으로 납치하여 살해한 일도 있었다. 이때 피살된 인사들의 집까지 불태워버리는 만행으로 주민들의 공분을 샀다. 이때 싱징의 "왜견"(倭犬, 일본의 개)으로 만주보민회 초대 회장을 지낸 최정규를 비롯하여 이정근, 김은성, 박춘화, 전봉운의 이름이 거론되었다. 대한민국 임시 정부 기관지인 《독립신문》도 1922년에 이인수, 장지량, 김은성, 엄주익이 보민회의 두목이라고 적시했다.
1924년에 만주보민회가 해산할 때 일본 정부로부터 이같은 공을 인정받아 262원 50전의 해산분배금을 받았다. 김은성은 위험 지역을 순회하며 열성적으로 활동한 것으로 평가받았고, 이 때문에 콴뎬 현에서 항일 세력의 공격을 받아 한쪽 팔에 총상을 입기도 했다고 기록되어 있다.

## 사후
- 2007년에 대한민국 친일반민족행위진상규명위원회가 발표한 친일반민족행위 195인 명단에 선정되었고, 2008년 결정된 민족문제연구소의 친일인명사전 수록예정자 명단에도 포함되었다.

## 같이 보기
- 일진회
- 만주보민회

## 참고 자료
- 친일반민족행위진상규명위원회 (2007년 12월). 〈김은성〉 (PDF). 《2007년도 조사보고서 II - 친일반민족행위결정이유서》. 서울. 2123~2130쪽쪽. 발간등록번호 11-1560010-0000002-10. [깨진 링크(과거 내용 찾기)]